# Sarcocalirrhoe trivittata
Sarcocalirrhoe trivittata är en tvåvingeart som först beskrevs av Charles Howard Curran 1925.  Sarcocalirrhoe trivittata ingår i släktet Sarcocalirrhoe och familjen parasitflugor. Inga underarter finns listade i Catalogue of Life.